# Pere Mercader (solista)
Pere Mercader (Montcada i Reixac, 9 de març de 1989) és un compositor, pianista i cantant català.
És teclista, compositor i escriptor de cançons del grup Itaca Band des de l'any 2008. Participa en la composició des del disc de debut, La Selva (autoproduit, 2011). A Rema compon el single del treball, homònim, escollida com una de les deu cançons de l'any per Enderrock. Al disc Temerario compon Temerario, Torna'm, Camaleón, La Locura, Trapos Sucios, Finestres i Ojo por ojo. També co-escriu la cançó 180. Al disc Explosiva (Halley, 2017) escriu totes les cançons excepte Faltará, inclosa Ahora y Aquí. A La lengua de los pájaros(Halley, 2017) compon totes les cançons, inclosa la cançó «Apropa't´, amb àmplia difusió a la radio.
Amb Itaca Band ha fet gires arreu de l'Estat espanyol, així com a Europa, Japó, Nepal i Índia.